# Parvoscincus steerei
Parvoscincus steerei là một loài thằn lằn trong họ Scincidae. Loài này được Stejneger mô tả khoa học đầu tiên năm 1908.